# Sambhalka
Sambhalka es una ciudad censal situada en el distrito de Delhi sudoeste,  en el territorio de la capital nacional,  Delhi (India). Su población es de 17076 habitantes (2011). 

## Demografía
Según el censo de 2011 la población de Sambhalka era de 17076 habitantes, de los cuales 9639 eran hombres y 7437 eran mujeres. Chhawala tiene una tasa media de alfabetización del 82,84%, inferior a la media estatal del 86,21%: la alfabetización masculina es del 88,86%, y la alfabetización femenina del 74,85%.